# 費拉德爾菲亞 (紐約州)
費拉德爾菲亞（英語：Philadelphia）是一個位於美國紐約州傑佛遜縣的鎮。

## 人口
根據2020年美國人口普查的數據，費拉德爾菲亞的面積為97.61平方千米，當中陸地面積為97.56平方千米，而水域面積為0.05平方千米。當地共有人口1964人，而人口密度為每平方千米20人。